# Arthur Kayser
Arthur Kayser (geboren 19. Mai 1871 in Witzenhausen; gestorben 1. Oktober 1938 am Piz Cengalo) war ein deutscher Unternehmer.

## Leben
Die fachliche Expertise für seine spätere Karriere begründete Arthur Kayser während seiner Tätigkeit im Kasseler Unternehmen Gottschalk & Co. Als Fachmann für Segeltuchweberei mit profundem unternehmerischem Wissen wechselte er 1903 zum Unternehmen Val. Mehler nach Fulda. Mit dem Eintritt Kaysers vollzog sich eine Neuorientierung in der Produktion, Mehler spezialisierte sich zunehmend auf wasserdichte Gewebe für Zeltbahnen, Wagenplanen und Pferdedecken. Nach der Umwandlung des Unternehmens in eine Aktiengesellschaft 1915 wurde Kayser Vorstandsvorsitzender und Hauptaktionär der Val. Mehler Segeltuchweberei AG. Seine besondere Bedeutung für den lokalen Wirtschaftsstandort kommt nicht zuletzt auch durch die Berufung zum Vizepräsidenten der Geschäftsstelle Fulda der Industrie- und Handelskammer zum Ausdruck.
Mit der NS-Machtübernahme 1933 verschlechterte sich die Lebenssituation des Unternehmers jüdischer Konfession schlagartig. Der zuvor hochgeschätzte Generaldirektor eines großen Arbeitgebers der Region sah sich zusehends staatlich organisierter Verfolgung ausgesetzt. Im Zuge der sogenannten Arisierung jüdischen Eigentums musste Arthur Kayser seine Mehler-Anteile im April 1938 veräußern. Diese wurden von Willy Kaus erworben, seinem Nachfolger in der Unternehmensführung bei Mehler. Unter dem Eindruck einer zunehmenden Gefährdung seiner eigenen Sicherheit und der seiner Familie verließ Arthur Kayser am 30. September 1938 Deutschland. Auf dem Flug von Frankfurt/Main nach Mailand zerschellte sein Flugzeug, die Junkers Ju-52 "D-AVFB", am 1. Oktober 1938 an der Nordflanke des Piz Cengalo im Kanton Graubünden. Alle 13 Personen an Bord, darunter Arthur Kayser und sein Sohn Ernst, kamen bei dem Unglück ums Leben.
Die Anteile an dem Unternehmen Mehler erhielten die Erben Arthur Kaysers 1952 nach einem erfolgreichen Rechtsstreit mit Willy Kaus zurück. Dieser hatte zuvor versucht, durch Zahlung einer Entschädigung an die Familie Kayser seine Aktienmehrheit an Mehler zu bewahren.